# Nadjodan sodu
Zasugerowano, aby ten artykuł podzielić na różne artykuły – Metanadjodan sodu i Ortonadjodan sodu.
Nadjodan sodu – nieorganiczny związek chemiczny, sól kwasu nadjodowego oraz sodu. Występuje w dwóch odmianach – metanadjodan: NaIO4, sól kwasu metanadjodowego, oraz ortonadjodan: Na5IO6.

## Właściwości
Nadjodan sodu jest ciałem stałym, bezbarwnym lub barwy białej, bez zapachu. Jest rozpuszczalny w wodzie (odmiana meta: 91 g/l, 20 °C). pH jego wodnych roztworów (odmiana meta) wynosi 5,2 (50 g/l wody, 20 °C).
Ma właściwości utleniające. Podczas ogrzewania metajodanu rozkłada się on, dając jodan sodu i tlen:
2 NaIO4 → 2 NaIO3 + O2↑

## Zastosowanie
Nadjodany utleniają diole wicynalne (posiadające sąsiadujące grupy hydroksylowe) do aldehydów lub ketonów.

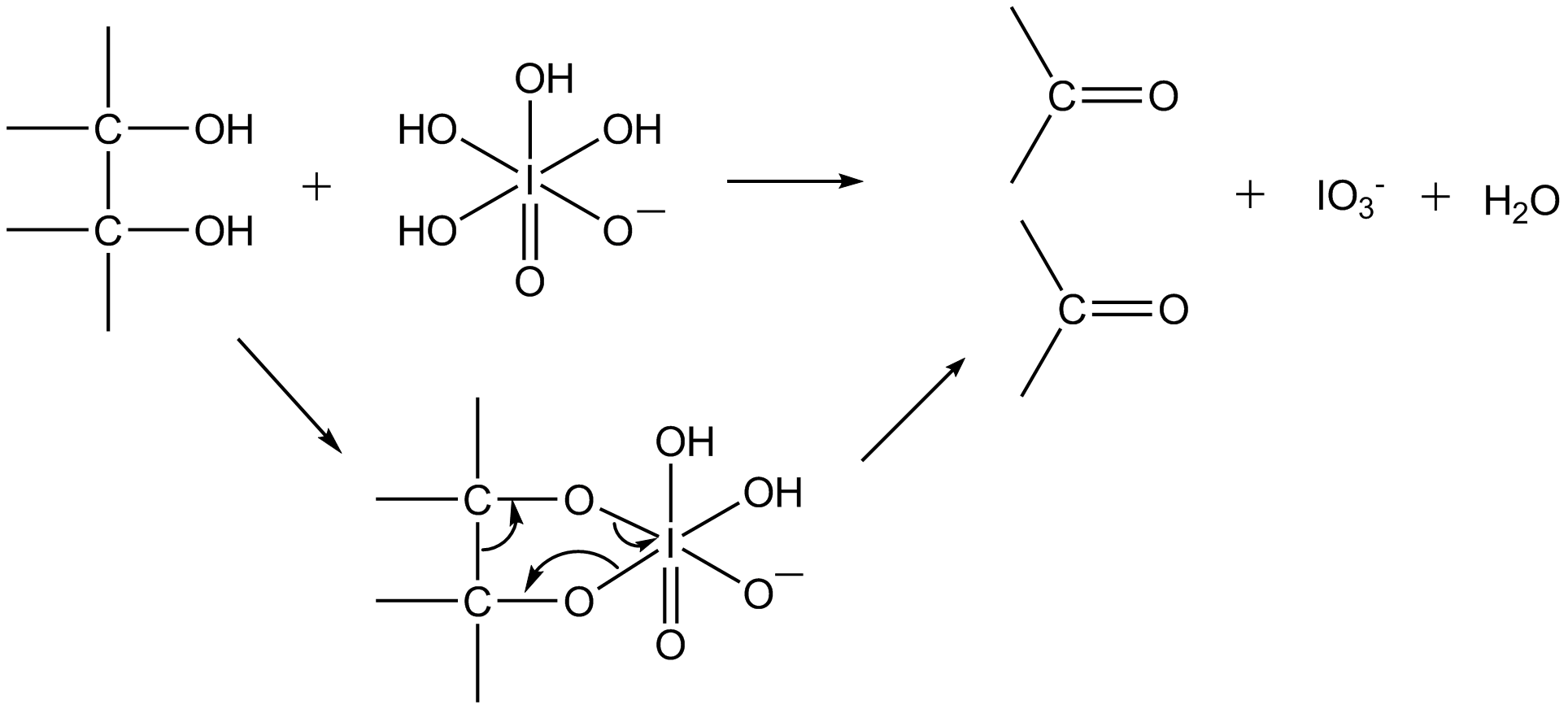
Mechanizm utleniania dioli wicynalnych nadjodanami

Nadjodan sodu używany jest do utleniania celulozy w celu otrzymania substancji biozgodnej i biodegradowalnej, używanej do wyrobu szwów chirurgicznych.
Reakcja utleniania dioli wicynalnych z wytworzeniem pochodnych aldehydowych pozwala na identyfikację cukrów poprzez znakowanie za pomocą związków markerowych np. biotyny lub znaczników fluorescencyjnych. Utlenianie nadjodanem sodu pozwala również na odróżnienie RNA (jego składnik, ryboza, zawiera sąsiadujące grupy hydroksylowe) od DNA (deoksyryboza nie zawiera sąsiadujących grup -OH).

## Toksyczność
Substancja nie jest toksyczna dla człowieka oraz dla organizmów wodnych. Mimo to przy kontakcie z substancją należy podjąć odpowiednie środki ostrożności:
- Przy kontakcie substancji z oczami lub skórą należy przepłukać je dużą ilością wody.
- Po spożyciu nadjodanu sodu należy podać poszkodowanemu dużą ilość wody i spowodować wymioty. Należy również skonsultować się z lekarzem.